# فلويد هيرد
فلويد هيرد (بالإنجليزية: Floyd Heard) هو عداء سريع أمريكي، ولد في 24 مارس 1966 في ويست بوينت في الولايات المتحدة.

## وصلات خارجية
- فلويد هيرد على موقع الاتحاد الدولي لألعاب القوى (الإنجليزية)
- فلويد هيرد على موقع أوليمبيديا (الإنجليزية)